# Prima Dinastie Egipteană
Conducători cunoscuti in istoria Egiptului Antic, din Prima dinastie.
Prima si cea de a II a Dinastii ale Egiptului Antic sunt deseori combinate sub titulatura de grup : Perioada Dinastică Timpurie. Capitala vremii era la Thinis.
| Nume      | Comentarii                | Date                       |
| --------- | ------------------------- | -------------------------- |
| Narmer    | -                         | cca. 3100 î.Hr.–3050 î.Hr. |
| Hor-Aha   | Menes in listele timpurii | cca. 3050 î.Hr.            |
| Djer      | -                         | 57 ani                     |
| Merneith  | Regent sl lui Den         | -                          |
| Djet      | -                         | -                          |
| Den       | -                         | 14 - 50 ani                |
| Anedjib   | -                         | 26 ani                     |
| Semerkhet | -                         | 9 - 18 ani                 |
| Qa'a      | -                         | 2916 î.Hr.?–2890 î.Hr.     |

Informațiile despre Perioada protodinastică sunt obținute din câteva monumente și alte obiecte purtând nume regale cea mai importanta fiind
Narmer Palette.Cu excepția listei de pe Piatra Palermo nu s-au pastrat informații detaliate despre primele doua dinastii. La acest miment hieroglifele erau pe deplin formate, formele lor fiind, cu mici modificari, utilizate mai mult de trei mii de ani.
Helouan 
Mari morminte ale faraonilor sau regilor le la Abydos, Naqada și Saqqara, alături de cimitirele le la Helouan lângă Memphis, dezvăluie structuri construite in majoritate din lemn si cărămizi nearse și cu o utilizare restrânsă a pietrei pentru pereți si podele . Piatra era folosită pentru fabricarea ornamrntelor, vaselor si uneori statui.
Marele Menes, cel dintâi rege al celei dintâi dinastii, s-a urcat pe tron, tânăr fiind, probabil in anul 3407 î.Hr. Numele său de rege Șoim era Aha "luptătorul", iar cel de Menes pare să-i fi fost dat cu ocazia încoronării. El s-a căsătorit cu Neithotep, se pare moștenitoarea reginelor care domniseră asupra indigenilor adoratori ai lui Seth, deoarece mormântul ei a fost găsit in orașul Nubt (Ombos), una din capitlele acestor populații dispersate. O astfel de ipoteză explică de ce Menes și-a luat titlul de "Senior al Vulturului și al Cobrei", pe care, după el, l-au păstrat toți faraonii; acest titlu pare să arate că el a ocupat tronul reginelor indigene a căror emblemă era vulturul așa cum vechii regi de la Buto aveau ca emblemă cobra.
În calitatea sa de suveran al întregului Egipt, el era de asemenea și rege Șoim și rege Viespe; și purta coroanele roșie și albă ale acestor două monarhii. Deși a fost îngropat în orașul său natal, Tinis, el și-a avut de preferință reședința în orașul cel nou Mennofer sau Memfis, pe care l-a înălțat foarte aproape de vechea fortăreață a regilor Trestii, aflată in vârful Deltei și cunoscută sub numele de "Zidul Alb".
Situat pe malul apusean al Nilului, Memfis se bucura de o poziîie frumoasă, nu departe de fluviu, în mijlocul unui câmp fertil, cu livezi de palmieri umbroși. Accesul spre deșert se făcea prin spatele orașului, pe niște pante stâncoase și nisipoase. Casele erau construite din cărămidă uscată la soare și apoi văruită; bârnele acoperișurilor se sprijineau pe stâlpi subțiri din lemn, vopsiți în culori vii. Mobilierul încăperilor era format din împletituri (rogojini)de stuf, scaune de lemn, sculptate și catiponate frumos, cufere de lemn pictat, mese încrustate, ca și din paturi având picioarele de asemenea sculptate, cu somiere de sfoară împletită și întinsă pe un cadru. Pe mese se găseau cupe frumoase de cristal, de alabastru sau de teracotă, vopsite în bleu, farfurii din alabastru, diorit, brecie sau alte pietre decorative, perfect prelucrate, aproape până la finețea unei scoici; uneori aveau și marginile aurite.
Acest ținut era de multă vreme celebru pentru măiestria olarilor săi; iar în orașul nou, Menes înălțase un templu închinat zeului Ptah, "Meșteșugarul divin al yeilor", al cărui preot a purtat tot timpul titlul de "Marele Maestru Olar". Utilizarea pietrei în construcții era încă necunoscuta: templele ca și locuințele, erau zidite probabil din cărămizi văruite și aveau tavanul așezat pe stâlpi de lemn decorat. Dar chiar la acea epocă, cioplitorii în piatră executau statui frumoase, iar "sfânta sfintelor" conținea, fără îndoială, înăuntru, o imagine a zeului.
Oamenii când circulau pe străzile orașului, umblau îmbracați în țesuturi fine; bărbații purtau o fustiță scurtă, uneori și o mantie; femeile, un veșmânt lung strâns pe corp, cu un corsaj colorat , care chiar că nu era mai mult decât o brasieră; și bărbații și femeile arborau coliere în culori vii;încă de pe atunci, bijuteriile erau splendide, confecționate din pietre semiprețioase, ca ametistul, peruzeaua, cornalina, sau chiar din sticlă, montate în aur.
Roata încă nu era cunoscută și, deci, nu se foloseau nici căruțe, nici cai. Tot ceea ce nu puteau să ducă oamenii sau măgarii era încărcat pe niște sănii, care alunecau ușor pe jos, mai ales dacă erau precedate de cineva însărcinat să stropească drumul înaintea lor. Bogații se deplasau deseori în lectici, purtate pe umerii a patru sau mai multi bărbați; aceștia țineau în mână și câte un baston lung, pe care îl agitau cu multă gravitate în timpul mersului. Femeile nu purtau niciodată văl, și erau libere să-și vadă de treburile lor, beneficiind de o condiție socială la un nivel destul de ridicat, ba chiar din punct de vedere legl, mult superioară celei a bărbațiilor.
Menes a domnit șaizeyi și doi de ani; el a fost ucis la vânătoare, de un hipopotam pe care îl hărțuia. I-a urmat la tron Athothis, fiu al uneia din nevestele sale de rang inferior; se spune ă acesta era și un medic priceput.Un amănunt, interesant de reținut, îl prezintă o rețetă pentru o loțiune de păr, inventată de regină, soția sa, care ne-a parvenit și nouă; dar avem tot dreptul să ne îndoim de eficacitatea ei, deoarece în mormântul reginei s-au găsit câteva meșe.
Tradiția ne informează că Athothis a fost asasinat de un conspirator aparținând grupului indigen al adoratorilor lui Seth; și se pare că fiul său a avut ceva de luptat pentru a pune mâna pe coroană.În sfârșit, tronul a revenit unei femei pe nume Henneit, căreia i-au urmat apoi patru regi. Dinastia a luat sfârșit către anul 3144 î.Hr. Cel de al șaselea rege al descendenței, pe nume Miebis, a fost primul pe care l-a recunoscut în mod legitim și populația din nord. Mama sa era, probabil, o principesă din vechea casă regală a Viespilor, pe când predecesorii ei nu fuseseră decât niște Șoimi, cuceritori veniți din sud.